# تپه سرقین
تپه سرقین مربوط به دوران پیش از تاریخ ایران باستان تا هزاره اول قبل از میلاد تا دوره صفوی است و در شهرستان ساوجبلاغ، بخش مرکزی، دهستان هیو، ضلع غربی روستای خور واقع شده و این اثر در تاریخ ۲۷ آبان ۱۳۸۶ با شمارهٔ ثبت ۲۰۲۶۷ به‌عنوان یکی از آثار ملی ایران به ثبت رسیده است.